# Tarenorerer
Tarenorerer, också känd som Walyer, född 1800, död 1831, var en aboriginsk ledare. Mellan 1828 och 1830 ledde hon ett gerillakrig mot kolonialisterna. 
Hon föddes i Van Diemens land som medlem av Tommeginnefolket. Som tonåring kidnappades hon av aboriginer och såldes som slav till vita kolonister vid Bass Strait Islands. Som slav lärde hon sig engelska språket och användningen av de vitas vapen. 
1828 kunde hon återvända till Tasmanien, och samlade då aboriginer av båda könen till gerillkrig mot kolonisterna. Hon tränade sitt band i skytte och kunde ge dem rådet att skjuta när de vita laddade om sina vapen. Hon gav också order om att deras boskap skulle dödas. George Augustus Robinson kallade henne en amason. 1830 fick hon på grund av rivaliserande aboriginer evakuera med sina syskon till Port Sorell. 
Hon blev tillfångatagen och gavs under namnet 'Mary Anne' till John Williams ('Norfolk Island Jack'), på Forsyth Island, där hon levde under jord. Hennes identitet avslöjades då hon planerade att döda de vita där, något som upptäcktes av agenter utsända av ämbetshavare Robinson på Tasmanien. Hon sändes till Tasmanien, där hennes identitet bekräftades av hennes hund Whiskey och några aboriginkvinnor. 
Robinson fängslade henne för att undvika att hon ställde till uppror. Hon fördes till Gun Carriage (Vansittart) Island, där hon insjuknade och avled i fängelse 5 juni 1831.